# Кэрол Дэнверс
Кэрол Сьюзен Джейн Дэнверс (англ. Carol Susan Jane Danvers) — супергероиня, появившаяся в комиксах издательства Marvel Comics. Созданная писателем Роем Томасом и художником Джином Коланом майор Кэрол Дэнверс впервые появилась как служащая ВВС США в Super Heroes № 13 (март 1968). После слияния её человеческих генов с генами инопланетной расы крии она получила сверхчеловеческие силы, которые были показаны в Captain Marvel № 18 (ноябрь 1969), и дебютировала как первая Мисс Марвел (англ. Ms. Marvel) в Ms. Marvel № 1 (январь 1977). В разные периоды своей истории была также известна как Бинар (англ. Binary), Птица Войны (англ. Warbird) и Капитан Марвел (англ. Captain Marvel), являлась членом различных супергеройских команд, таких как Мстители, Защитники, Люди Икс, Стражи Галактики и организация Щ. И. Т. Была представлена в других лицензированных продуктах Marvel, включая мультсериалы, анимационные фильмы, телесериалы и видеоигры. В 2019 году дебютировала в кино, став главной героиней фильма «Капитан Марвел», являющегося частью кинематографической вселенной Marvel.
Кэрол Дэнверс была отмечена как «самый большой женский герой Marvel», как «феминистская икона», как «возможно, самый могущественный Мститель». Она заняла двадцать девятое место в «Руководстве покупателя комиксов. 100 самых сексуальных женщин комиксов» и одиннадцатое место в «Топ 50 Мстителей» IGN.
Актриса Бри Ларсон сыграла Кэрол Дэнверс в фильме 2019 года «Капитан Марвел» от Marvel Studios, а позже повторила эту роль в других фильмах Кинематографической вселенной Marvel. В 2023 году вышел фильм «Капитан Марвел 2».

## История публикации
Кэрол Дэнверс была создана писателем Роем Томасом и художником Дженом Коланом и впервые появилась как член Военно-воздушных сил США в 13-м выпуске комикса «Marvel Super-Heroes» в марте 1968 года, стала супергероиней Мисс Марвел в 1-м номере «Ms. Marvel» в январе 1977 года. В июле 2012 года в выпуске Avenging Spider-Man № 9 Кэрол Дэнверс взяла на себя мантию Капитана Марвел, а позже стала главной героиней в одноимённой серии, созданной писательницей Келли Сью ДеКонник и художником Дехтером Сойем.

## Биография
Кэрол Дэнверс, со своей любовью к авиации, после окончания средней школы устроилась на службу в Военно-воздушные силы США, чтобы осуществить мечты о полёте. Кэрол была лучшим учеником в Военно-воздушной академии и быстро продвигалась по службе, дослужившись до звания майора. Из-за её работоспособности, великолепных боевых навыков и природного ума Кэрол была завербована в разведывательной сфере. Так она попала в Центральное разведывательное управление, во время службы в котором работала с полковником Ником Фьюри.
Во время специального назначения Ника Фьюри, Кэрол встретила канадского агента Логана. Они стали партнёрами и вместе прошли через множество приключений. Работая вместе, Логан и Кэрол стали близкими друзьями, а также любовниками. Они оба несколько раз спасали друг другу жизни.
Когда Кэрол была захвачена КГБ, изнасилована и заключена в тюрьму на Лубянке, Логан был среди тех, кто бросил вызов закону, чтобы спасти её.
После работы с ЦРУ Кэрол пришла работать в НАСА и стала директором службы безопасности на Мысе Канаверал. Именно в этой должности Кэрол впервые встретила Мар-Велла, воина инопланетной расы крии, известного как Капитан Марвел. Кэрол была призвана разгадать тайну этого инопланетного солдата. В ходе расследования у Кэрол рождается уникальная связь с пришельцем, сначала они становятся друзьями, а затем и любовниками. Именно эти отношения навсегда изменят жизнь Кэрол.
Заклятый враг Капитана Марвела полковник Йон-Рогг похитил Кэрол, используя её в качестве приманки в своём конфликте с Марвелом. В ходе сражения Кэрол и Марвел были застигнуты взрывом Психо-Магнетонного устройства крии. Энергия взрыва вызвала слияние генетической структуры Кэрол со структурой Марвела, в то время как Марвел не изменился. Кэрол теперь являлась усовершенствованным гибридом человека и крии. Благодаря этой трансформации и появилась на свет Мисс Марвел.
Из-за отказа захватить и сдать Капитана Марвела Кэрол потеряла работу в НАСА. Она быстро оправилась, написав успешный роман о своём опыте в космической отрасли, что привело к её устройству на должность главного редактора журнала «Женщина», дочерней компании «Daily Bugle». Феминистские взгляды Кэрол создали напряжённость в отношениях с её боссом Джей Джоной Джеймсоном, но сделали её идеальным выбором как редактора журнала.
Так же, как Кэрол начала новую главу своей жизни, начали проявляться её силы и личность Мисс Марвел. Во время своей карьеры супергероини Кэрол боролась со многими злодеями, в числе которых были Птица смерти, МОДОК, А.И.М., Братство Мутантов, Клуб Адского пламени и Мистик. Она присоединилась к Мстителям и в течение короткого периода действовала вместе с ними, и именно принадлежность Кэрол к этой команде обратила внимание Маркуса. Сын злого гения Иммортуса Маркус издалека наблюдал за Мстителями и стал одержим Мисс Марвел. Маркус похитил Кэрол с использованием технологии Иммортуса манипулировать разумом. Маркус и одурманенная Кэрол зачали ребёнка, который будет быстро расти и станет Маркусом, что позволило Маркусу избежать демонического измерения Лимбо, после чего он вернул Кэрол к Мстителям. Мисс Марвел была потрясена, когда узнала, что она беременна, и опустошена, поскольку она была в полном неведении о личности отца. Беременность протекала в течение нескольких дней, родившийся ребёнок вырос в течение одного дня во взрослого человека, который был полон решимости завоевать любовь своей «матери». Кэрол, всё ещё сбитая с толку, согласилась сопровождать новорожденного Маркуса обратно в Лимбо. В Лимбо Маркус продолжает быстро стареть и умирает от старости, оставив Кэрол в измерении без своего контроля над разумом. Кэрол почувствовала отвращение к манипуляциям Маркуса и предательство Мстителей.
Кэрол освоила технологии Иммортуса и вернулась на Землю и, не возвращаясь к Мстителям, поселилась в Сан-Франциско. Возвращение Кэрол на Землю ощутила мутант-предсказательница Судьба. Судьба ранее предсказывала, что Мисс Марвел будет участвовать в событии, которое разрушило бы жизнь приёмной дочери Мистик Шельмы. Мистик поклялась уничтожить Мисс Марвел прежде, чем это могло случиться, и прониклась ненавистью к Мисс Марвел. Шельма, подслушав разговор Судьбы и Мистик, решила лично вступить в бой с Кэрол. Шельма напала на Кэрол в Сан-Франциско, и они стали бороться на вершине моста Золотые Ворота. Когда Шельма попыталась использовать свою поглощающую силы способность на Кэрол, что-то пошло не так, и она впитала слишком много личности Кэрол, делая перенос постоянным. Обезумев от мыслей и воспоминаний Кэрол, Шельма бросила тело Мисс Марвел с моста. Кэрол была спасена Женщиной-пауком. В больнице Кэрол был поставлен диагноз tabula rasa — чистый лист. Джессика Дрю связывается с Профессором Ксавье из Людей Икс, который был в состоянии вернуть воспоминания и личность Кэрол, выявив их из её подсознания. Тем не менее, он не смог восстановить её эмоциональную связь с этими воспоминаниями и опытом. Кэрол и Джессика провели некоторое время в Особняке Людей Икс, пока Кэрол не оправилась от тяжёлого испытания.
Кэрол осталась с Людьми Икс на короткое время, в течение которого она часто сопровождала их на миссии. Одна из таких миссий привела к захвату Кэрол пришельцами расы Выводков. Очарованные её гибридной физиологией человека и крии, Выводки провели эксперименты над её генетической структурой. Это развязало весь потенциал Кэрол, преобразовав её в Бинар. Теперь Кэрол из-за связи с белой дырой обладала большей силой, чем когда-либо.
Кэрол вернулась к Людям Икс, рассматривая возможность присоединения к ним на постоянной основе, но, застав у них Шельму, Кэрол пришла в ярость. Люди Икс неохотно сообщили ей, что Профессор Икс позволил Шельме присоединиться к ним. Не согласившись с этим, Кэрол решила присоединиться к космическим пиратам, известным как Звёздные гасители, и оставить позади свои проблемы на Земле. Как Двойная Звезда Кэрол была ценным членом Звёздных гасителей и воевала вместе с ними за восстановление Лиландры в качестве правительницы Империи Ши’ар. Кэрол осталась со Звёздными гасителями в течение ряда лет, исполнив свою мечту изучать звёзды. У неё образовалась тесная дружба с киборгом Разой Лонгнайфом. Позже, когда солнце Земли оказалась под угрозой, Кэрол решила отказаться от своей миссии в Ши’ар и помочь Мстителю Квазару в сохранении солнца. Эта работа исчерпала силы Кэрол, и она провела месяц в Особняке Мстителей. За это время она помирилась с Мстителями. Когда Звёздные гасители пришли на Землю и вступили в бой с Мстителями, Кэрол помогла разрешить конфликт, затем она решила попробовать восстановить свою жизнь на Земле.
Кэрол вернулась к Мстителям и назвалась Птицей Войны. Но за этим последовало множество проблем. Во-первых, её силы стали медленно истощаться, она пыталась скрыть этот факт от Мстителей, что привело к конфликту с Капитаном Америкой. У Кэрол также появились проблемы с алкоголем, что было сразу же замечено выздоравливающим алкоголиком Тони Старком. Её алкоголизм в сочетании с её решимостью доказать себе достойным дополнением к Мстителям и сокрытие факта о потере сил привели к нарушениям совместной работы с Мстителями. Это в конечном итоге поставило под угрозу жизнь товарищей по команде и привело к формальному военно-полевому суду Мстителей. Вместо того, чтобы посмотреть в лицо своей проблеме и принудительно понизить свою роль до резервного статуса, Кэрол вышла из группы. Всё это произошло на фоне конфликта Мстителей с повстанческими фракциями крии. Стремясь, несмотря на уход из команды, вступить в бой, Кэрол поняла, что она больше не способна достичь второй космической скорости для того, чтобы вступить в бой на Луне между героями и пришельцами.
Находясь в унынии, Кэрол переехала в Сиэтл для восстановления своей карьеры в качестве писателя. Она начала делать некоторые успехи в борьбе с алкоголизмом, но отказалась признать, что он был серьёзной проблемой. После того, как её поступки, совершённые в нетрезвом состоянии, едва не привели в ряде ситуаций к катастрофе, Кэрол была госпитализирована с алкогольным отравлением. Доктор предупредил Кэрол, что она нанесла значительный ущерб своему организму, и очередной напиток может убить её. Этот диагноз в сочетании с осознанием того, что она чуть не уничтожила самолёт, полный людей, во время пьяной ярости, заставили Кэрол признать серьёзность её проблемы с алкоголем. После этого она начала посещать встречи анонимных алкоголиков на регулярной основе. С тех пор она была снова принята в ряды Мстителей и ещё раз взяла имя Мисс Марвел.
После того, как Алая ведьма изменила реальность, Кэрол была одной из немногих, кто помнил эти события. Она была полна решимости доказать, что является истинным героем. Капитан Америка предложил ей вступить в новую команду Мстителей, а после отказа заверил, что место в команде всегда вакантно для неё.
Мисс Марвел сражалась со своим старым врагом Мистик и клоном Мар-Велла, созданным Скруллами во время Секретного вторжения, после того, как те были причастны к ряду трагедий в храмах Церкви Хала, посвящённой Мар-Веллу. Кэрол союзничает с Капитаном Америкой в противодействии Железному патриоту во время осады Асгарда. У неё завязывается дружба с Человеком-пауком. Хотя первое время он раздражал её, они продолжали работать вместе, и их дружба становится ближе после того, как он помог ей во время Тёмного правления.
Позже Кэрол Денверс взяла имя Капитан Марвел и присоединилась к Стражам Галактики.

## Силы и способности
Кэрол Дэнверс — гибрид человека и Крии, чей скрытый генетический состав и инстинкты воина были активированы после того, как она подверглась воздействию машины Психо-Магнитрон, подпитываемой космическими Нега-полосами, процесс, который превратил её в «летающую электростанцию». Кроме того, она была подвергнута экспериментам, выполненным жестокими учёными Выводка, которые физически связали её с первобытными силами вселенной. С тех пор она способна поглощать, обрабатывать и перенаправлять различные формы энергии.
Полёт. Капитан Марвел способна двигаться через атмосферу и космическое пространство с огромной скоростью. Её способность летать была описана как естественная способность управлять электромагнитным полем планеты. Хотя её максимальная скорость неизвестна, она способна к межпланетным полётам, предполагая, по крайней мере, что она может выйти за пределы ультразвука. Впервые потеряв свои способности двоичного уровня, Дэнверс оказалась неспособной выйти на орбиту или выжить в космосе без посторонней помощи, хотя она была сильно пьяна, когда пыталась сделать это, что могло помешать её прогрессу. С тех пор она доказала свою способность выживать и сражаться в космическом вакууме.
Усовершенствованная физиология. Организм Кэрол Дэнверс был перестроен на клеточном уровне, чтобы превратить её в идеальное сочетание геномов Крии и человека. Даже не имея доступа к своим особым силам, её состояние тела и функции оставались значительно выше, чем у среднего человека. Как Капитан Марвел, она демонстрирует невероятные физические способности, которые могут быть дополнительно усилены внешней энергией, которую она может поглотить.
Сверхчеловеческая сила. Капитан Марвел обладает сверхчеловеческой силой благодаря своему гибридному организму и способности улучшать своё телосложение за счёт поглощения энергии. Конкретный уровень силы менялся с годами. Первоначально она описывалась как сила десяти солдат Крии. После того, как она стала Бинаром, её уровни силы считались потенциально неограниченными; даже когда эти уровни были значительно снижены, она оставалась невероятно сильной по сравнению с другими сверхлюдьми. Однако, поскольку она способна поглощать различные типы энергии и управлять ими, она может использовать эту перенаправленную энергию для временного увеличения своей физической силы. В настоящее время уровень её силы в состоянии покоя позволяет ей выдерживать более ста тонн, так как она была в состоянии выдержать вес мёртвого Целестиала, когда один из них упал на Землю. В качестве демонстрации своего безграничного потенциала она, когда была усилена энергией ядерного взрыва, смогла нокаутировать почти всемогущего Часового.
Сверхчеловеческая стойкость и выносливость. Ткани тела Кэрол Дэнверс значительно тверже и более устойчивы к физическим травмам, чем у обычного человека. Она способна выдерживать пули большого калибра, удары большой силы, падения с большой высоты, воздействие экстремальных температур и давлений, а также мощные энергетические взрывы без каких-либо травм. Её организм вырабатывает значительно меньше усталости при физических нагрузках, чем организм обычного человека. Поглощённая энергия в ещё большей степени увеличивает устойчивость и выносливость её тела.
Сверхчеловеческая ловкость и рефлексы. Ловкость, равновесие и телесная координация Дэнверс были повышены до уровней, значительно превышающих естественные пределы человеческого тела. Её рефлексы обострились до такой степени, что стали практически мгновенными.
Исцеление. Капитан Марвел может похвастаться исцеляющей способностью, которую она может сознательно довести до предела, используя исцеляющий фактор, дополненный поглощением энергии.
Поглощение энергии и манипулирование. После экспериментов, проведённых Выводками, Кэрол Дэнверс получила способность обрабатывать различные типы энергии: свет, тепло, излучения и гравитацию. Несмотря на то, что она отрезана от своего неограниченного источника энергии, она все ещё может контролировать, поглощать, обрабатывать и манипулировать различными типами внешней энергии, чтобы высвобождать её так, как она считает нужным. Её тело способно поглощать различные типы энергии с целью временного улучшения её собственных физических качеств. Например, она может увеличить свою силу и энергию до силы взрывающегося ядерного оружия.
Фотонные взрывы. Одним из основных проявлений способностей Кэрол Дэнверс к обработке энергии является способность выпускать из своего тела мощные сотрясающие взрывы фотонной и звездной световой энергии. Фотонные взрывы обладают огромным разрушительным потенциалом. Обычно она направляет энергетические лучи через свои кулаки. Она также может перенаправлять потоки через глаза, но не может контролировать ситуацию, так как при этом не может видеть сквозь оптику.
Форма Бинара. Если Кэрол Дэнверс получит доступ к огромному источнику энергии, она сможет временно проявить уровни силы, которыми она обладала как Бинар. Первый раз поглощение большого количества энергии вызвало трансформацию, когда она вошла в контакт с Коллективом. Помимо очевидного изменения её внешнего вида, основным следствием трансформации является увеличение силы, устойчивости, долговечности, а также более сильные фотонные взрывы. Она несколько раз становилась Бинаром, случайно или преднамеренно усиливая себя с помощью внешнего источника.
Дубликат энергии. Чтобы сбежать из тюрьмы, специально построенной Vox Supreme, Капитан Марвел была вдохновлена способностью Моники Рамбо проецировать свою сущность в энергетическую форму. Её энергетический дубликат мог проходить через формы связывания и заключения, противостоящие ему, и мог стрелять энергетическими взрывами, прежде чем был повторно включен. Усиленный на планете, затронутой Силой Феникса и бренными останками Мар-Велла, энергетический дубликат Капитана Марвел обрел разум и независимость и принял личность Бинара.
Самообеспечение. Капитан Марвел может выжить без необходимости есть, спать, дышать или отдыхать, используя энергию окружающей среды. Она способна прекрасно существовать в холодных уголках глубокого космоса практически без дискомфорта. Она также способна выживать под водой.
Мгновенное предвидение (также известное как «Седьмое чувство»). Как мисс Марвел, Дэнверс имела невольную способность переживать опасные события, связанные с её будущей деятельностью. Она могла подсознательно предвидеть действия своих противников, а также видеть сны о несчастьях, которые могут произойти. Эта сила активируется случайным образом и бесконтрольна, будучи ненадежной. После того, как Шельма украла её силы, она впоследствии была преобразована в Бинар, но больше не проявляла свое «седьмое чувство».
Связь с белой дырой. Кэрол Дэнверс, будучи Бинаром, когда-то была связана с силой белой дыры и имела неограниченный доступ к генерированию тепла, света, излучения и доступу ко всем другим формам энергии в электромагнитном спектре в звёздном масштабе. Она также имела контроль над гравитационными полями, могла выживать в космосе и путешествовать со скоростью света. Постоянная связь, которую она когда-то имела с белой дырой, была навсегда разорвана, поэтому она больше не может получить доступ к безграничным энергиям, которые она когда-то могла. Тем не менее, тело Кэрол Дэнверс по-прежнему сохраняет способность владеть силами, которыми она когда-то обладала, и может временно соединяться с белыми дырами при прямом контакте с ними.

### Навыки
Мастер-пилот. Кэрол Дэнверс — опытный пилот. В ВВС она считалась лучшим летчиком своей базы. У неё большой опыт работы с военными самолётами, а также с космическими кораблями Крии, Ши’ара и других инопланетных рас.
Мастер боя. Кэрол Дэнверс — опытный боец. Она прошла обширную подготовку по вооружённому и невооружённому бою в рамках боевых действий в ВВС и в НАСА. После преобразования Психе-Магнитроном разум Дэнверс был наполнен воспоминаниями и навыками воина Крии. Таким образом, она также хорошо разбирается в боевых искусствах Империи Крии. Как супергерой, она также прошла дополнительную боевую подготовку со Звёздными гасителями и Мстителями. Как лётчик, она умеет маневрировать в воздухе, будучи специалистом по физическим столкновениям в воздухе.
Научные знания. Получив от Психе-Магнитрона воспоминания, эквивалентные капитану Крии, Кэрол Дэнверс обладает обширными знаниями о технологически продвинутых машинах, транспортных средствах и устройствах Империи Крии, подобных Мар-Веллу. Это позволило ей разработать сыворотку, которая на мгновение дала ей способность дышать под водой. Она также имеет представление об аэродинамике благодаря обучению пилота.
Талантливый писатель. Кэрол Дэнверс — талантливый автор бестселлеров, а также журналист, преуспевающий в качестве внештатного писателя и редактора журнала. Она построила карьеру, рассказывая о своём военном опыте в НАСА и о своих приключениях в качестве межгалактического путешественника. Она издала несколько книг.
Опытный шпион. Кэрол Дэнверс — опытный шпион, работавший в различных секретных операциях для разведки ВВС.
Полиглот. Кэрол Дэнверс свободно говорит на английском, русском, китайском, арабском, французском, а также на инопланетных языках, таких как язык Крии, а также на обычном и имперском языках Ши'ар. Она сносно говорит на раджаки и имеет ограниченный словарный запас на нескольких других языках.

## Альтернативные версии

### Век Апокалипсиса
Кэрол Дэнверс, у которой отсутствуют суперспособности, помогает Логану и Шлюзу сбежать ценой своей жизни. Затем она исцеляется и используется Пирсом в качестве живого оружия против своих друзей.

### Изгнанники
Злая версия Мисс Марвел присоединяется к альтернативным исследователям Оружия Икс и становится любовницей злодея Гипериона.

### Ultimate Marvel
В Ultimate Marvel, Кэрол Дэнверс, не имеющая суперспособностей, после исчезновения Ника Фьюри стала новым директором Щ.И.Т. На этой должности она сотрудничала со многими известными супергероями, такими как Люди Икс и Фантастическая четвёрка, вместе с которыми сражалась во время пришествия Апокалипсиса. Совместно с Человеком-пауком она противостояла Зелёному гоблину, что впоследствии привело к смерти его сына Гарри Озборна и враждебного отношения Паркера к Кэрол.
Кэрол была назначена командиром созданной группы New Ultimates. Она вместе с другими женщинами группы попала под заклинание Аморы во время вторжения Локи. Кэрол смогла избавиться от заклинания, освободила остальную команду и повела их в бой против Локи.
Вскоре таинственный враг начинает атаку на супергероев и на известные корпорации. Кэрол Дэнверс приказывает Бену Гримму, Сьюзен и Джонни Штормам вместе с Ником Фьюри выяснить кто стоит за этими атаками. Герои выяснили, что таинственный враг это Рид Ричардс, который планирует создать вторую атаку. Но после его поражения Кэрол Дэнверс предлагает Джессике Дрю стать агентом Щ.И.Т.
После того, как Человек-Паук был взят в плен и заменен Хамелеоном, Дэнверс решила, что Питер Паркер неподготовлен, она пришла к его тёте Мэй Паркер, и они обе согласились, что Питер будет посещать учебные занятия с отдельными членами New Ultimates.
Кэрол Денверс и её New Ultimates сражались против Ника Фьюри и Мстителей, когда каждая из сторон обвиняла друг друга в предательстве. В итоге Кэрол покидает пост директора Щ. И. Т. и это место вновь занимает Ник Фьюри.

### Люди Икс: Конец
В ограниченной серии X-Men: The End версия Мисс Марвел существует в виде чистой энергии и контролирует космический корабль Звёздных Рейдеров.

## Вне комиксов

### Мультсериалы
- Мисс Марвел, озвученная Роско Хэндфорд, появляется в серии «A Rogue’s Tale» второго сезона мультсериала «Люди Икс» 1992 года. До начала действия сериала её лишает сил Шельма, и она впадает в кому. Вместе со способностями Мисс Марвел к Шельме переходит и её сознание, которое было заблокировано Профессором Икс. Во втором сезоне Профессор Икс долго находился вдали от команды, и сознание Мисс Марвел освободилось и пыталось завладеть телом Шельмы, но та вместе с Джин Грей побеждает её[19]. В конце серии Шельма навещает Мисс Марвел в больнице, и показывается намёк на то, что её сознание к ней возвращается.
- Мисс Марвел появляется в анимированном комиксе «Spider-Woman: Agent of S.W.O.R.D», являющегося частью Marvel Knights Animated, озвучена Тейной Нельсон.
- Мисс Марвел регулярно появлялась в комедийном мультсериале «Супергеройский отряд», где была озвучена Грей Делайл[20].
- В мультсериале «Мстители. Величайшие герои Земли» Кэрол Денверс была озвучена Дженнифер Хейл. В серии «459» была показана как агент Щ. И. Т., которая несла службу в обсерватории вместе с замаскированным под человека Мар-Веллом — инопланетянином расы крии. Во время атаки часового крии была сильно ранена и находилась без сознания. Капитан Марвел исцелил её с помощью своих способностей, при этом подарив ей свои сверхчеловеческие силы, что видно, когда в конце серии она приходит в себя, паря в воздухе[21]. Во втором сезоне сериала в серии «Welcome to the Kree Empire» она появилась как агент М. Е. Ч., затем после вторжения посланцев крии на Землю впервые была показана как Мисс Марвел, она победила в бою Ронана, а после этого вошла в состав Мстителей после совместной битвы с пришельцами. Покинула команду после того, как оказалось, что один из них — замаскированный пришелец-метаморф из расы Скруллов, что привело к конфликту между членами команды. Позже Мисс Марвел вернулась в команду во время массового вторжения Скруллов на Землю[22].
- Грей Делайл озвучила Кэрол Денверс в мультсериале «Мстители, общий сбор!».
- Кэрол появляется во 2 сезоне мультсериала Стражи Галактики 2015 года, где её вновь озвучила Грей Делайл.
- Капитан Марвел появляется в качестве члена Мстителей в 5 серии 2 сезона мультсериала «Человек-Паук» 2017 года.

### Фильмы

#### Анимационные
- Кэрол Дэнверс появляется в образе Капитана Марвел в мультфильме «Секретные материалы Мстителей: Чёрная вдова и Каратель».
- Кэрол Дэнверс, озвученная Грей Делайл, появляется в образе Капитана Марвел в мультфильме «Приключения супергероев: Морозный бой»[23].

#### Кинематографическая вселенная Marvel
Бри Ларсон исполнила роль Кэрол Дэнверс в Кинематографической вселенной Marvel. В мультсериале «Что, если…?» её озвучила Александра Дэниэлс. Персонаж появился в следующих проектах франшизы:
- Фильм «Капитан Марвел» (2019)
- Фильм «Мстители: Финал» (2019)
- Мультсериал «Что, если…?» (2021)
- Фильм «Шан-Чи и легенда десяти колец» (2021)
- Сериал «Мисс Марвел» (2022)
- Фильм «Капитан Марвел 2» (2023)

### Видеоигры
- Мисс Марвел является игровым персонажем в игре «Marvel: Ultimate Alliance» и её продолжении «Marvel: Ultimate Alliance 2»[24].
- Является играбельным персонажем игр «Marvel Super Heroes», «LEGO Marvel’s Avengers» и Lego Marvel Super Heroes 2.
- Капитан Марвел является игровым персонажем в «Marvel Future Fight».
- Капитан Марвел и Мисс Марвел являются игровыми персонажами в игре «Marvel Contest of Champions».
- Капитан Марвел и Мисс Марвел являются игровыми персонажами в игре «Marvel Strike Force»